# Patof le roi des clowns
Albums de Patof
Patofville – Patof chante pour toi
(1973) Bienvenue dans ma bottine
(1974)
Patof le roi des clowns est une compilation de Patof, commercialisée en 1974.
Le clown Patof est un personnage de la série télévisée québécoise pour enfants Patofville, il est personnifié par Jacques Desrosiers.

## Composition
L'album réunit des chansons présentes sur les albums Patof chante 10 chansons pour tous les enfants du monde et Patofville – Patof chante pour toi, ainsi que des extraits de cinq des six albums de contes parus en 1972, soit Patof en Russie, Patof chez les esquimaux, Patof chez les coupeurs de têtes, Patof dans la baleine et Patof chez les cowboys.

## Pochette
Patof apparaît au recto de la pochette dans le décor de la série Patofville, plus précisément devant la citrouille du général Itof.  Dans des bulles figurent les titres des chansons de l'album (Ballade pour un clown, Le cirque de Russie, Patof blue et Pif pof Patof) ainsi que la mention : « 50 minutes de Patof ».

## Réception
L'album fait son entrée sur les palmarès de vente en avril 1975 sans spécification de la position atteinte.

## Titres
| 1. | Patof le roi des clowns (chanson)           | D. Williams, Gilles Brown                                            | 2:04  |
| 2. | Patof en Russie (histoire)                  | Gilbert Chénier                                                      | 2:32  |
| 3. | Patof chez les esquimaux (histoire)         | Gilbert Chénier                                                      | 4:24  |
| 4. | Ballade pour un clown (chanson)             | R. Giuliano, Jacques Desrosiers, Jocelyne Berthiaume, Louis Parizeau | 2:48  |
| 5. | Patof chez les coupeurs de têtes (histoire) | Gilbert Chénier                                                      | 11:48 |
| 6. | Le cirque de Russie (chanson)               | Pierre Létourneau, Germain Gauthier                                  | 2:17  |

| 7.  | Pif pof Patof (chanson)           | R. Barrette                           | 2:31  |
| 8.  | Patof dans la baleine (histoire)  | Gilbert Chénier                       | 13:03 |
| 9.  | Patof Blou (chanson)              | Hubert Giraud, Adapt. Gilbert Chénier | 3:03  |
| 10. | Patof chez les cowboys (histoire) | Gilbert Chénier                       | 10:28 |

## Crédits
- Réalisation : Les disques Pantin Enrg.